# Haines Mountains
Haines Mountains är ett berg i Antarktis. Det ligger i Västantarktis. Inget land gör anspråk på området. Toppen på Haines Mountains är 675 meter över havet.
Terrängen runt Haines Mountains är kuperad åt nordost, men åt sydväst är den platt.  Trakten är obefolkad. Det finns inga samhällen i närheten. 